# جيروم يونغ
جيروم يونغ (بالإنجليزية: Jerome Young) مواليد 14 أغسطس 1976 في جامايكا، هو عداء أمريكي متخصص في الجري السريع. شارك في دورة الألعاب الأولمبية.

## روابط خارجية
- جيروم يونغ على موقع الاتحاد الدولي لألعاب القوى (الإنجليزية)
- جيروم يونغ على موقع أوليمبيديا (الإنجليزية)